# Don’t Mess with Texas

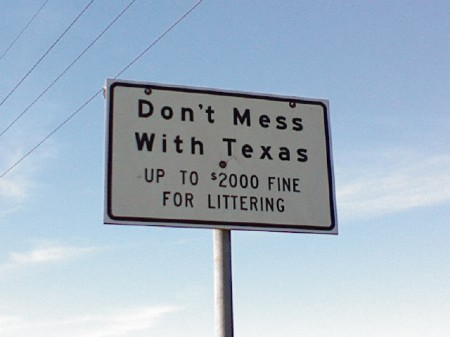
„Don’t Mess with Texas“, Straßenschild am Rande eines Highways

Die Phrase „Don’t Mess with Texas“ (engl. „Leg dich nicht mit Texas an“) ist ein als Markenzeichen geschützter Slogan des Texas Department of Transportation, des Verkehrsministeriums des US-Bundesstaates Texas.

## Hintergründe
Der Slogan wurde erstmals von einer Kampagne des Verkehrsministeriums von 1986 verwendet, die darauf abzielte, die Vermüllung der Straßen des Bundesstaates zu verringern.

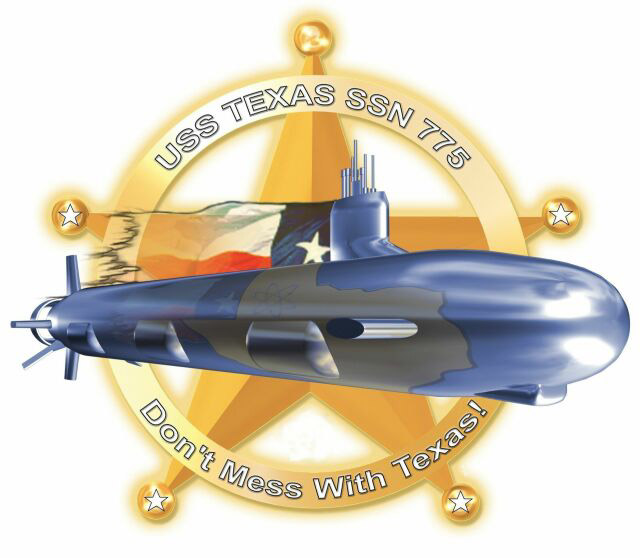
Emblem des Atom-U-Boots USS Texas

„Don’t Mess with Texas“ wurde in TV- und Radiospots sowie durch Straßenschilder stark verbreitet. Der Slogan ist ein Wortspiel mit der Doppeldeutigkeit des Wortes to mess, das „vermüllen“, aber auch „sich anlegen (mit)“ bedeutet, und sollte so ursprünglich hauptsächlich auf 18- bis 24-jährige Männer abzielen, welche als Hauptverursacher der Verschmutzung der Highways angesehen wurden. Der Rückgang der Verschmutzung um über 70 % zwischen 1986 und 1990 wird dem Slogan zugeschrieben. Der Ausdruck fand Einzug in die Populärkultur und wird von Texanern oft zitiert, um damit ihren Stolz und ihre Verbundenheit mit ihrem Bundesstaat zum Ausdruck zu bringen. Weiterhin wird der Slogan auf Souvenirartikeln vermarktet und ist das offizielle Motto des Atom-U-Boots USS Texas.
„Don’t Mess with Texas“ gilt als einer der besten und erfolgreichsten Werbeslogans der Vereinigten Staaten und wurde in die American Advertising Federation Hall of Fame aufgenommen.

## Entstehungsgeschichte
Der Slogan wurde von der in Austin (Texas) ansässigen Werbeagentur GSD&M Idea City entwickelt. Die erste Ausstrahlung eines Fernsehspots, mit dem Musiker Stevie Ray Vaughan, fand am 1. Januar 1986 während des College Football Turniers Cotton Bowl Classics statt. Seit dieser Zeit stellten sich viele prominente Texaner für die Aufnahme von Fernseh- oder Radioclips zur Verfügung, darunter u. a. Chuck Norris, Owen Wilson, George Foreman, Lance Armstrong oder Jennifer Love Hewitt.